# Sanctuaire Notre-Dame-Mère-de-la-Divine-Providence de Cupey
Le sanctuaire Notre-Dame-Mère-de-la-Divine-Providence est un complexe religieux de l’Église catholique centré autour d’une grande croix, situé dans le barrio de Cupey au San Juan de Porto Rico, sur le territoire de l’archidiocèse de San Juan de Puerto Rico. La Conférence épiscopale portoricaine le considère sanctuaire national, depuis son inauguration.